# 韃靼三文魚

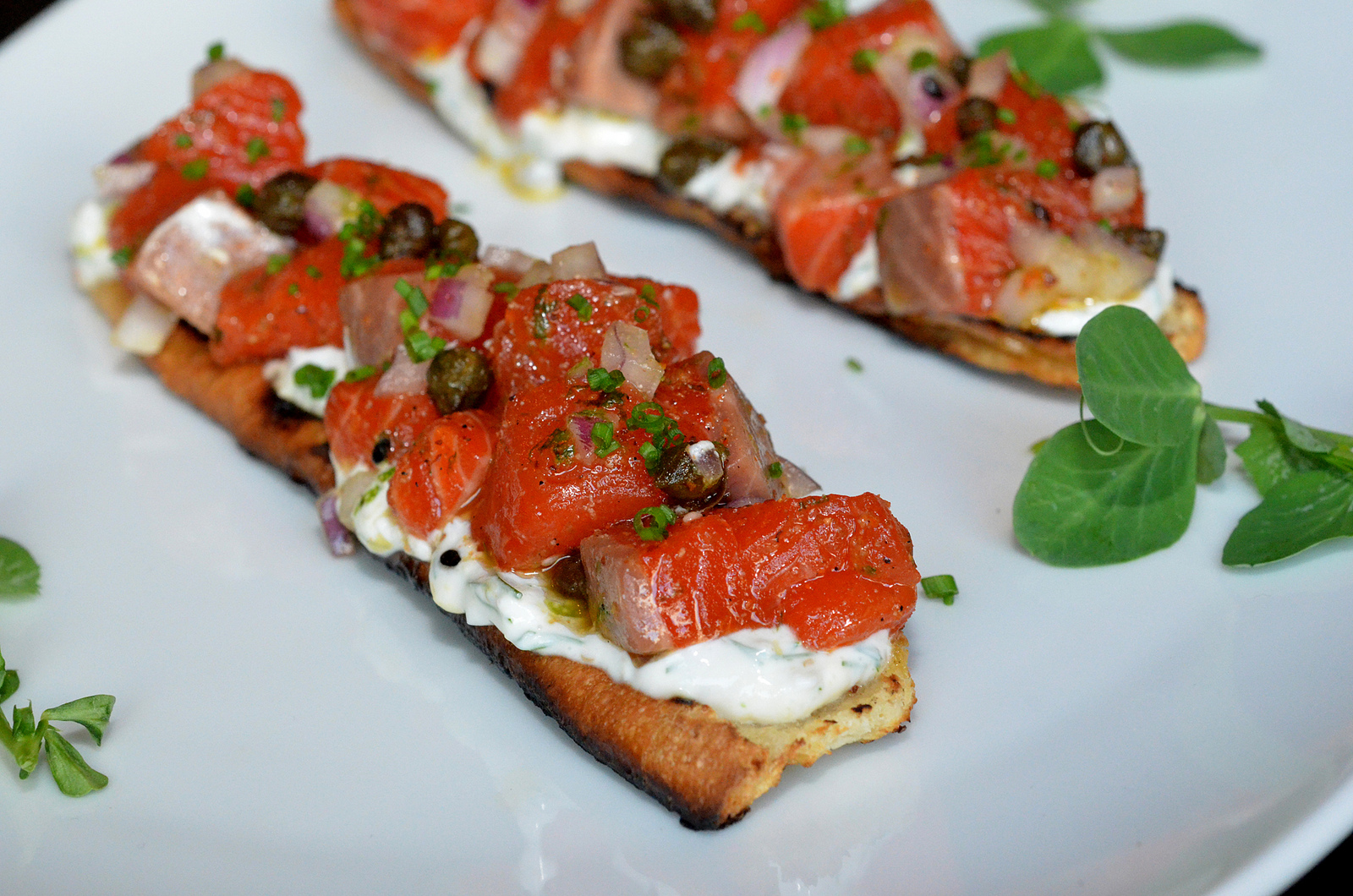
韃靼三文魚

韃靼三文魚（英語：Salmon tartare）是一種使用三文魚肉碎(鮭魚絞肉)作为主要材料的食物，以洋蔥、酸豆、胡椒和檸檬汁調味，最後放在梳打餅或麵包上，作为前菜。

## 相关
- 韃靼牛肉（Steak tartare）